# Asmir Begović
Asmir Begović (* 20. června 1987 Trebinje) je bosenský fotbalový brankář, který chytá za anglický klub Everton FC. Mezi lety 2009 a 2020 odchytal také 63 utkání v dresu bosenské reprezentace. Účastník Mistrovství světa 2014 v Brazílii.
Za sezónu 2012/2013 získal ocenění Idol Nacije (v překladu Idol národa), což je cena udělovaná fotbalistovi roku v Bosně a Hercegovině.

## Klubová kariéra
V dresu Stoke City FC v anglické Premier League 2. listopadu 2013 odpálil ve 14. sekundě utkání míč po přihrávce vlastního obránce daleko za půlící čáru, odkop skončil v síti za zády soupeřova brankáře Artura Boruce, který jej podcenil (míč jej přeskočil). Zápas Stoke City FC – Southampton FC skončil remízou 1:1, Begović se stal teprve pátým brankářem, jenž v Premier League skóroval. Před ním dali gól brankáři Peter Schmeichel, Tim Howard, Brad Friedel a Paul Robinson.
V červenci 2015 přestoupil do Chelsea FC, odkud v témže období odešel Petr Čech. Debutoval 8. srpna 2015 v zápase proti Swansea City, když v 54. minutě vystřídal Oscara, aby nahradil brankáře Thibauta Courtoise, který byl vyloučen po zákroku ve vlastním vápně na Gomise. Nařízenou penaltu se mu chytit nepodařilo a zápas skončil remízou 2:2. V sezóně 2015/2016 odehrál celkem 25 soutěžních zápasů, ve kterých dostal 29 gólů a osmkrát udržel čisté konto. S Chelsea vyhrál v sezóně 2016/2017 ligový titul.
V červenci 2017 přestoupil do klubu AFC Bournemouth, kde již v minulosti působil.

## Reprezentační kariéra

### Kanada
Asmir Begović byl v letech 2004–2007 členem kanadského mládežnického výběru U20. Zúčastnil se Mistrovství světa hráčů do 20 let 2007 v Kanadě, kde jeho tým skončil bez bodu na poslední čtvrté příčce základní skupiny A. Následovaly nominace do reprezentačního A-týmu Kanady, kde ale neodchytal ani minutu, neboť přednost dostával Lars Hirschfeld.

### Bosna a Hercegovina
Poté dostal nabídku od fotbalového svazu Bosny a Hercegoviny a po určitých peripetiích ji přijal. V bosenském reprezentačním A-mužstvu debutoval pod trenérem Miroslavem Blaževićem proti domácímu Estonsku 10. října 2009, kde nastoupil na hřiště v 92. minutě. Bosna a Hercegovina vyhrála tento kvalifikační zápas 2:0.
6. září 2013 nastoupil na domácím stadionu Bilino Polje v Zenici v kvalifikačním utkání na MS 2014 proti Slovensku, který Bosna prohrála 0:1. Šlo o první porážku bosenského týmu v tomto kvalifikačním cyklu. Nastoupil i v odvetném kvalifikačním zápase 10. září 2013 v Žilině, kde Bosna porazila Slovensko 2:1 a uchovala si naději na první místo v základní skupině G. Měl podíl na historicky prvním postupu Bosny a Hercegoviny na mundial (definitivní jistota nastala po posledním kvalifikačním utkání s Litvou).
Zúčastnil se Mistrovství světa 2014 v Brazílii, kde byl brankářskou jedničkou. Bosna obsadila se 3 body nepostupové třetí místo v základní skupině F.

## Osobní život
Jeho rodina se i s ním odstěhovala kvůli válce v Bosně a Hercegovině z vlasti do Německa, když mu byly 4 roky. V jeho deseti letech se rodina přestěhovala do kanadského Edmontonu a později se vrátila do Německa, aby se Asmir mohl fotbalově vyvíjet. Nyní je ženatý, jeho manželka Nicolle pochází z Mountain City, Tennessee, USA.

## Přestupy
- z Portsmouth FC do Stoke City FC za 3 750 000 Euro
- z Stoke City FC do Chelsea FC za 11 000 000 Euro
- z Chelsea FC do AFC Bournemouth za 11 500 000 Euro

## Statistiky
| Sezóna                | Klub                  | Liga                  | Liga   | Liga      | Ligové poháry | Ligové poháry | Ligové poháry | Kontinentální poháry | Kontinentální poháry | Kontinentální poháry | Celkem | Celkem    |
| Sezóna                | Klub                  | Soutěž                | Zápasy | Obd. góly | Soutěž        | Zápasy        | Obd. góly     | Soutěž               | Zápasy               | Obd. góly            | Zápasy | Obd. góly |
| --------------------- | --------------------- | --------------------- | ------ | --------- | ------------- | ------------- | ------------- | -------------------- | -------------------- | -------------------- | ------ | --------- |
| srp.-pro. 2005        | Louviéroise           | Division I            | 2      | -7        | BP            | 0             | -0            | -                    | 0                    | -0                   | 2      | -7        |
| 2005/06               | Portsmouth            | Premier League        | 0      | -0        | AP+ALP        | 0+0           | -0            | -                    | 0                    | -0                   | 0      | -0        |
| srp.-lis. 2006        | Portsmouth            | Premier League        | 0      | -0        | AP+ALP        | 0+0           | -0            | -                    | 0                    | -0                   | 0      | -0        |
| lis.-pro. 2006        | Macclesfield Town     | League Two (4. liga)  | 3      | -1        | AP+ALP        | 1+0           | -1+ -0        | -                    | 0                    | -0                   | 4      | -2        |
| 2006/07               | Portsmouth            | Premier League        | 0      | -0        | AP+ALP        | 0             | -0            | -                    | 0                    | -0                   | 0      | -0        |
| srp.-říj. 2007        | Bournemouth           | League One (3. liga)  | 8      | -12       | AP+ALP        | 0+0           | -0            | -                    | 0                    | -0                   | 8      | -12       |
| 2007/08               | Portsmouth            | Premier League        | 0      | -0        | AP+ALP        | 0+0           | -0            | -                    | 0                    | -0                   | 0      | -0        |
| úno.-bře. 2008        | Yeovil Town           | League One (3. liga)  | 2      | -2        | AP+ALP        | 0+0           | -0+           | -                    | 0                    | -0                   | 2      | -2        |
| srp.-říj. 2008        | Yeovil Town           | League One (3. liga)  | 14     | -22       | AP+ALP        | 0+0           | -0+           | -                    | 0                    | -0                   | 14     | -22       |
| Celkem za Yeovil Town | Celkem za Yeovil Town | Celkem za Yeovil Town | 16     | -24       | -             | 0             | -0            | -                    | 0                    | -0                   | 16     | -24       |
| 2008/09               | Portsmouth            | Premier League        | 2      | -2        | AP+ALP        | 0+0           | -0+           | -                    | 0                    | -0                   | 2      | -2        |
| srp.-říj. 2009        | Portsmouth            | Premier League        | 0      | -0        | AP+ALP        | 3+3           | -3+ -6        | -                    | 0                    | -0                   | 6      | -9        |
| říj.-lis. 2009        | Ipswich Town          | Championship          | 6      | -4        | AP+ALP        | 0+0           | -0            | -                    | 0                    | -0                   | 6      | -4        |
| lis. 2009-úno. 2010   | Portsmouth            | Premier League        | 9      | -18       | AP+ALP        | 3+3           | -4+ -5        | -                    | 0                    | -0                   | 15     | -27       |
| Celkem za Portsmouth  | Celkem za Portsmouth  | Celkem za Portsmouth  | 11     | -20       | -             | 12            | -18           | -                    | 0                    | -0                   | 23     | -38       |
| úno.-čer. 2010        | Stoke City            | Premier League        | 4      | -9        | AP+ALP        | 0+0           | -0+           | -                    | 0                    | -0                   | 4      | -9        |
| 2010/11               | Stoke City            | Premier League        | 28     | -32       | AP+ALP        | 0+2           | -0+ -3        | -                    | 0                    | 0                    | 30     | -35       |
| 2011/12               | Stoke City            | Premier League        | 23     | -31       | AP+ALP        | 3+0           | -1+ -0        | EL                   | 5                    | -5                   | 31     | -37       |
| 2012/13               | Stoke City            | Premier League        | 38     | -45       | AP+ALP        | 0+0           | -0+ -0        | -                    | 0                    | -0                   | 38     | -45       |
| 2013/14               | Stoke City            | Premier League        | 32     | -36, 1    | AP+ALP        | 1+0           | -1+ -0        | -                    | 0                    | -0                   | 33     | -37, 1    |
| 2014/15               | Stoke City            | Premier League        | 35     | -43       | AP+ALP        | 1+1           | -1+ -3        | -                    | 0                    | -0                   | 37     | -47       |
| Celkem za Stoke City  | Celkem za Stoke City  | Celkem za Stoke City  | 160    | -196, 1   | -             | 8             | -9            | -                    | 5                    | -5                   | 173    | -210, 1   |
| 2015/16               | Chelsea               | Premier League        | 17     | -24       | AP+ALP+AS     | 1+2+0         | -0+ -2+ -0    | LM                   | 5                    | -3                   | 25     | -29       |
| 2016/17               | Chelsea               | Premier League        | 2      | -5        | AP+ALP        | 3+3           | -1+ -6        | -                    | 0                    | -0                   | 8      | -12       |
| Celkem za Chelsea     | Celkem za Chelsea     | Celkem za Chelsea     | 19     | -29       | -             | 9             | -9            | -                    | 5                    | -3                   | 33     | -41       |
| 2017/18               | Bournemouth           | Premier League        | 38     | -61       | AP+ALP        | 0+0           | -0+ -0        | -                    | 0                    | -0                   | 38     | -61       |
| 2018/19               | Bournemouth           | Premier League        | 24     | -47       | AP+ALP        | 0+0           | -0+ -0        | -                    | 0                    | -0                   | 24     | -47       |
| 2019/20               | Qarabağ               | Premyer Liqası        | 10     | -5        | AP            | 2             | -1            | EL                   | 5                    | -10                  | 17     | -16       |
| 2020                  | Milán                 | Serie A               | 2      | -3        | IP            | 0             | -0            | -                    | 0                    | -0                   | 2      | -3        |
| 2020/21               | Bournemouth           | Championship          | 45+2   | -44+ -3   | AP+ALP        | 3+1           | -4+ -0        | -                    | 0                    | -0                   | 51     | -51       |
| Celkem za Bournemouth | Celkem za Bournemouth | Celkem za Bournemouth | 117    | -167      | -             | 4             | -4            | -                    | 0                    | -0                   | 121    | -171      |
| 2021/22               | Everton               | Premier League        | 3      | -8        | AP+ALP        | 2+2           | -2+ -3        | -                    | 0                    | -0                   | 7      | -13       |
| 2022/23               | Everton               | Premier League        | 1      | -0        | AP+ALP        | 0+2           | -4            | -                    | 0                    | -0                   | 3      | -4        |
| Celkem za Everton     | Celkem za Everton     | Celkem za Everton     | 4      | -8        | -             | 6             | -9            | -                    | 0                    | -0                   | 10     | -17       |
| 2023/24               | Queens Park Rangers   | Championship          | 45     | -57       | AP+ALP        | 1+0           | -3            | -                    | 0                    | -0                   | 46     | -60       |
| Celkově               | Celkově               | Celkově               | 395    | -521, 1   | -             | 43            | -54           | -                    | 15                   | -18                  | 454    | -593, 1   |

## Úspěchy

### Klubové
- 1× vítěz 1. Anglické ligy (2016/17)

### Reprezentační
- 1× účast na MS (2014) za
- 2× účast na MS 20 (2005, 2007) za

### Individuální
- 1× nejlepší mladý kanadský brankář (2007)